# Лохја
Лохја (фин. Lohja, швед. Lojo) је град у Финској, у јужном делу државе. Лохја је четврти по величини и значају град округа Финска Нова Земља, где он са окружењем чини истоимену општину Лохја.

## Географија
Град Лохја се налази у јужном делу Финске. Од главног града државе, Хелсинкија, град је удаљен 60 км северозападно.
Рељеф: Лохја се сместио у југоисточном делу Скандинавије, у историјској области Финска Нова Земља. Подручје града је равничарско до брежуљкасто, а надморска висина се креће око 75 м.
Клима у Лохју је је континентална, мада је за ово за финске услова блажа клима због утицаја оближњег Балтика. Стога су зиме нешто блаже и краће, а лета свежа.
Воде: Лохја се развила на истоименом језеру, у унутрашњости Финске. 

## Историја
Лохја је од 14. века била значајно трговиште. Насеље је остало у таквим оквирима све до 19. века, када почиње индустријализација услед близине и добрих веза са Хелсинкијем.
Последњих пар деценија град се брзо развио у савремено градско насеље под снажним утицајем оближњег Хелсинкија.

## Становништво
Према процени из 2012. године у Лохји је живело 33.484 становника, док је број становника општине био 39.748.
Етнички и језички састав: Лохја је одувек била претежно насељена Финцима. Последњих деценија, са јачањем усељавања у Финску, становништво града је постало шароликије. По последњим подацима преовлађују Финци (93,6%), у малом броју су присутни и Швеђани (4,0%), док су остало усељеници. Од новијих усељеника посебно су бројни Руси.

## Галерија
- Градска кућа Лохје
- Главна протестантска црква у граду, посвећена Св. Лаврентију
- Градски тржни центар